# Muzeum Kultury Romskiej w Brnie
Muzeum Kultury Romskiej w Brnie (cz. Muzeum romské kultury) – muzeum znajdujące się w Brnie, poświęcone historii i kulturze Romów i Sinti.

## Historia
Muzeum zostało założone w 1991 roku jako organizacja non-profit przez członków czesko-romskiej inteligencji na czele z Janą Horváthovą. Po utworzeniu muzeum kilkukrotnie zmieniało swoją lokalizację i zmagało się z kłopotami finansowymi. W grudniu 2000 roku muzeum przeniosło się na ulicę Bratysławską w Brnie (ulica Bratysławska to centrum społeczności romskiej w Brnie). 
W 2005 roku muzeum zostało objęte opieką Ministerstwa Kultury Republiki Czeskiej; od tego czasu finansowane jest z budżetu państwa. 1 grudnia 2005 roku zwiedzającym udostępniono pierwszą wystawę stałą (ukończono ją w 2006 roku) poświęconą historii Romów w latach 1939–2005; w 2011 roku poszerzono ją do obecnej postaci .

## Zbiory i biblioteka
W zbiorach muzeum znajduje się ponad 28 tys. eksponatów. Stała wystawa obejmuje 6 sal o powierzchni 351 m². Poświęcona jest historii Romów „Le Romengero drom” – od starożytności po czasy współczesne, z naciskiem na sytuację na ziemiach czeskich od XVIII w. do 1989 roku. 
W muzeum znajduje się biblioteka gromadząca literaturę romską, której zbiory liczą około 11 000 publikacji (głównie książek i czasopism, znajdują się w niej także między innymi płyty CD). 
Muzeum organizuje także wystawy czasowe, wykłady, koncerty, debaty, kursy języka romskiego, pokazy filmowe i pokazy mody.